# 依撒意亚 (米开朗基罗)
《依撒意亚先知》是意大利文艺复兴 艺术大师米开朗基罗在西斯廷小堂天花板上绘制的七位旧约先知之一，绘制于约1511年。西斯廷小堂位于梵蒂冈城的宗座宫内。这幅 湿壁画激发了多位艺术家的灵感，包括卡拉瓦乔，以及 诺曼·洛克威尔的铆钉工萝西 插图。
这幅湿壁画位于正祭台右侧的第四个。依撒意亚（以赛亚）手拿圣经，斗篷旋转。画面的颜色，尤其是经修复后，酷炫而明亮。